# Afrička književnost
Afrička književnost književnost je iz Afrike, koja uključuje usmenu književnost ("govorništvo", ili "oratura" prema terminu koji je skovao ugandski učenjak Pio Zirimu).
Kao što George Joseph primjećuje u svom poglavlju o afričkoj književnosti u „Razumijevanje suvremene Afrike,” dok su europski pogledi na književnost često naglašavali odvajanje umjetnosti i sadržaja, afrička razumijevanja uključuju:

## Usmena književnost
Usmena književnost (ili govorništvo) može biti u prozi ili stihu. Proza je često mitološka ili povijesna i može uključivati priče o varalicama. Pripovjedači u Africi ponekad koriste tehnike poziva i odgovora kako bi ispričali svoje priče. Poezija, koja se često pjeva, uključuje: pripovjedni ep, okupacijski stih, obredni stih, pohvale vladarima i drugim uglednicima. Pjevači hvalospjeva, bardovi ponekad poznati kao "grioti", pričaju svoje priče uz glazbu. Recitiraju se i ljubavne pjesme, pjesme o radu, pjesme za djecu, često pjevane, uz epigrame, poslovice i zagonetke. Ove usmene tradicije postoje u mnogim jezicima, uključujući: fulski jezik, svahili, hausa jezik i wolofski jezik.
U Alžiru je usmena poezija bila važan dio berberske tradicije kada je većina stanovništva bila nepismena. Ove pjesme, nazvane Aysefra, korištene su za razne aspekte vjerskog i svjetovnog života. Religiozne pjesme uključivale su pobožne teme, proročke priče i pjesme u čast svetaca. U svjetovnoj poeziji, moglo bi se raditi o proslavama kao što su rođenja i vjenčanja ili legendama o herojskim ratnicima. Kao još jedan primjer, u Maliju se usmena književnost ili narodne priče još uvijek emitiraju na radiju na materinskom jeziku Buma.

## Pretkolonijalna, kolonijalna i postkolonijalna književnost
Brojni su primjeri pretkolonijalne afričke književnosti. U Etiopiji postoji značajna književna tradicija napisana na jeziku geez, koja datira najmanje do 4. stoljeća; najpoznatije djelo u ovoj tradiciji je "Knjiga kraljeva". Jedan popularan oblik tradicionalne afričke narodne priče je priča o "varalici", u kojoj mala životinja koristi svoju pamet da preživi susrete s većim stvorenjima. Primjeri trik životinja su Anansi, pauk u folkloru naroda Ašanti iz Gane; Aijapa, kornjača u Joruba folklornom jeziku Nigerije; i Sungura, zec koji se nalazi u srednjoafričkom i istočnoafričkom folkloru. Mnogo je drugih pisanih djela, poput onih u sjevernoj Africi, regijama Sahela u zapadnoj Africi i duž Svahilijske obale. Samo iz Timbuktua dolazi oko 300,000 ili više rukopisa pohranjenih u raznim knjižnicama i privatnim zbirkama, uglavnom napisanih na arapskom, iako su neki također na autohtonim jezicima (kao što su fulski jezik i songhai jezici).
Afrička djela koja su najpoznatija na Zapadu su iz razdoblja kolonizacije i trgovine robljem i prvenstveno su pripovijesti o robovima, kao što je „Zanimljiva pripovijest o životu Olaudaha Equiana” (1789.) U kolonijalnom razdoblju, Afrikanci izloženi zapadnim jezicima počeli su pisati na tim jezicima. Godine 1911. Joseph Ephraim Kaseli Hayford (poznatiji kao Ekra-Agyman) iz Zlatne obale (danas Gana) objavio je vjerojatno prvi afrički roman napisan na engleskom, „Etiopija nesputana: Studije rasne emancipacije”. Iako djelo varira između fikcije i političke propagande, njegovo objavljivanje i pozitivne kritike u zapadnom tisku predstavljaju prekretnicu u afričkoj književnosti. U tom razdoblju počinju se pojavljivati afričke drame napisane na engleskom jeziku.
S oslobođenjem i povećanjem pismenosti otkad je većina afričkih država stekla neovisnost 1950-ih i 1960-ih, afrička književnost dramatično se razvila u pogledu količine i priznatosti, s brojnim afričkim djelima koja se pojavljuju u zapadnim akademskim programima i na popisima najboljih knjiga od kraja 20. stoljeća. Afrički pisci u ovom razdoblju pisali su i na zapadnim jezicima (osobito engleskom, francuskom i portugalskom) i na tradicionalnim afričkim jezicima poput hausa jezika.